# José Alberto González Juárez
José Alberto González Juárez (ur. 19 grudnia 1967 w El Parral) – meksykański duchowny rzymskokatolicki, biskup Tuxtepec od 2015.

## Życiorys
Święcenia kapłańskie otrzymał 8 grudnia 1995 i został inkardynowany do diecezji Tuxtla Gutiérrez. Pracował głównie jako duszpasterz parafialny, był także m.in. wykładowcą i rektorem seminarium oraz wikariuszem biskupim ds. duchowieństwa i życia konsekrowanego.
6 czerwca 2015 papież Franciszek mianował go biskupem diecezjalnym diecezji Tuxtepec. Sakry udzielił mu 22 lipca 2015 nuncjusz apostolski w Meksyku – arcybiskup Christophe Pierre.